# Сорока Марина Валентинівна
Мари́на Валенти́нівна Соро́ка (нар. 8 жовтня 1967, місто Білицьке, Донецька область) — український журналіст та державний службовець, кандидат філософських наук. Прес-секретар лідера партії Всеукраїнське об'єднання «Батьківщина» Юлії Тимошенко.

## Біографія
Дитинство і юність минули в Горлівці.
Закінчила філософський факультет (1986–1991) і аспірантуру (1993–1997) Київського національного університету імені Тараса Шевченка. Два роки викладала філософію і логіку в Горлівському педагогічному інституті іноземних мов.
На телебаченні почала працювати в 1996 році у новинах «СІТ» у недержавній телекомпанії «ТБ Табачук». На початку жовтня 1996 року прийшла на роботу у щойно створену службу новин «УНТК» (канал «Інтер»), де працювала парламентським кореспондентом до травня 2007 року. З травня 2007 року і дотепер — прес-секретар Голови партії ВО «Батьківщина» Юлії Тимошенко.
Публікувалась у виданнях «Ділова Україна», «Столичные новости», «Деловые новости», «Дзеркало тижня».
З 16 січня 2008 до 11 березня 2010 займала посаду прес-секретаря Прем'єр-міністра України.
25.02.2016 р. присвоєно науковий ступень кандидата філософських наук.(https://web.archive.org/web/20160608121521/http://old.mon.gov.ua/ua/about-ministry/normative/5160-)
Захоплення: малювання. Спеціалізація — внутрішня політика.[джерело?]